# 去来川奈央
去来川 奈央（いさがわ なお、1986年10月21日 - ）は、大阪府生まれ、奈良県育ちのフリーアナウンサー。松竹芸能所属。

## 来歴
奈良県内の中高一貫女子校を卒業後、同志社大学に進学。同大では同期の八塚彩美（朝日放送テレビ元アナウンサー）と共に「同志社学生放送局（DSB）」に所属。
同大卒業後の2010 - 2013年度にNHK岐阜放送局、2014 - 2016年度にNHK京都放送局で契約キャスターを務めた後、フリーアナウンサーとして松竹芸能入り。

## 出演

### 現在
- 週刊Bayニュース（ベイコム、2021年4月 - ） - キャスター[1]
- おはようパーソナリティ古川昌希です（ABCラジオ、2022年4月 - ） - アシスタント
- SUNNY TIME（KBS京都テレビ、2022年8月 - ） - 「村瀬哲史のガッ地理!雑学マップ!」コーナー出演
- 夢追人 〜農に生きる〜（KBS京都テレビ、2023年4月 - ） - 司会[2][3]
- 村瀬哲史の京都ガッ地理!クイズ（KBS京都テレビ、2023年10月 - ） - パートナー[4]
- 大雲・せいじの坊僧ラジオ（KBS京都ラジオ、2024年7月 - 9月・2025年1月 - ） - アシスタント[5]

### 過去
- おはようコールABC（ABCテレビ、2017年4月 - 2020年10月 ※2018年秋から半年間は産休） - ニュースキャスター
- 週末ライブ キモイリ!（KBS京都テレビ、2019年4月 - 2022年7月） - アシスタント
- 県民だより奈良 ならいいね!（奈良テレビ、2019年4月 - 2024年3月） - 司会